# كأس أودي 2019
كان كأس أودي 2019 النسخة السادسة من كأس أودي، بطولة كرة القدم التي تستمر يومين والتي تضم أربعة فرق وتم لعبها في أليانز أرينا في ميونخ، ألمانيا. ضمت المسابقة المضيف بايرن ميونخ، وريال مدريد الإسباني، وتوتنهام هوتسبير الإنجليزي، وفنربخشة التركي.

## الفرق المشاركة
- بايرن ميونخ
- ريال مدريد
- توتنهام هوتسبير
- فنربخشة

## المكان
| ميونخ                                                  | ميونخكأس أودي 2019 (ألمانيا) |
| ------------------------------------------------------ | ---------------------------- |
| أليانز أرينا                                           | ميونخكأس أودي 2019 (ألمانيا) |
| 48°13′7.59″N 11°37′29.11″E / 48.2187750°N 11.6247528°E | ميونخكأس أودي 2019 (ألمانيا) |
| السعة: 70,000 مقعد                                     | ميونخكأس أودي 2019 (ألمانيا) |
|                                                        | ميونخكأس أودي 2019 (ألمانيا) |

## نسق المنافسة
سيكون للمنافسة شكل مسابقة خروج المغلوب العادية. يتنافس الفائزون في كل من المباراتين في اليوم الأول ضد بعضهم البعض لكأس أودي، في حين يلعب الفريقان الخاسران في مباراة المركز الثالث. سيتم التنافس على الكأس على مدى يومين، مع كل يوم مباراتين متتاليتين.
|  | نصف النهائي     | نصف النهائي |                      |       | النهائي | النهائي |
|  |                 |             |                      |       |         |         |
|  | 30 يوليو        |             |                      |       |         |         |
|  |                 |             |                      |       |         |         |
|  | ريال مدريد      | 0           |                      |       |         |         |
|  | ريال مدريد      | 0           | 31 يوليو             |       |         |         |
|  | توتنهام هوتسبير | 1           |                      |       |         |         |
|  | توتنهام هوتسبير | 1           | توتنهام هوتسبير (ج.) | 2 (6) |         |         |
|  | 30 يوليو        |             | توتنهام هوتسبير (ج.) | 2 (6) |         |         |
|  |                 | بايرن ميونخ | 2 (5)                |       |         |         |
|  | بايرن ميونخ     | بايرن ميونخ | 2 (5)                | 6     |         |         |
|  | بايرن ميونخ     |             |                      | 6     |         |         |
|  | فنربخشة         | 1           |                      |       |         |         |
|  | فنربخشة         | 1           | مباراة المركز الثالث |       |         |         |
|  |                 |             |                      |       |         |         |
|  | 31 يوليو        |             |                      |       |         |         |
|  |                 |             |                      |       |         |         |
|  | ريال مدريد      | 5           |                      |       |         |         |
|  | ريال مدريد      | 5           |                      |       |         |         |
|  | فنربخشة         | 3           |                      |       |         |         |

## المباريات

### نصف النهائي
| ريال مدريد | 0–1   | توتنهام هوتسبير |
| ---------- | ----- | --------------- |
|            | تقرير | - كين 22'       |

| بايرن ميونخ                                                         | 6–1   | فنربخشة     |
| ------------------------------------------------------------------- | ----- | ----------- |
| - سانشيز 22' - غوريتسكا 28' - مولر 31'، 44' (ركل.)، 58' - كومان 40' | تقرير | - كروزه 64' |

### مباراة المركز الثالث
| ريال مدريد                                       | 5–3 | فنربخشة                              |
| ------------------------------------------------ | --- | ------------------------------------ |
| - بنزيما 12'، 27'، 53' - ناتشو 62' - ماريانو 79' |     | - رودريغيس 6' - درار 34' - توفان 59' |

### النهائي
| توتنهام هوتسبير                                                      | 2–2 | بايرن ميونخ                                                        |
| -------------------------------------------------------------------- | --- | ------------------------------------------------------------------ |
| - لاميلا 19' - إريكسن 59'                                            |     | - آرب 61' - ديفيس 81'                                              |
| ركلات الترجيح                                                        |     |                                                                    |
| - ألدرفيريلد - إريكسن - كين - سون هيونغ مين - رولز - سكيب - تانغانغا | 6–5 | - ألابا - ألكانتارا - مولر - سانشيز - ليفاندوفسكي - سينغ - بواتينغ |